# گوران میسویچ
گوران میسویچ (انگلیسی: Goran Miscevic؛ زادهٔ ۲۶ مارس ۱۹۶۳) مربی فوتبال اهل کرواسی است.